# Julia Sweeney
Julia Sweeney, née le 10 octobre 1959 à Spokane, dans l'État de Washington, est une actrice, humoriste et écrivaine américaine.

## Biographie

### Jeunesse et vie privée
Julia Sweeney naît le 10 octobre 1959 à Spokane dans l'État de Washington au Nord-Ouest des États-Unis. Sa mère Jeri est agente immobilière et son père Robert est avocat et procureur fédéral.
Aînée de cinq enfants, elle grandit à Spokane et se découvre rapidement un talent pour imiter les voix ou inventer des personnages. Malgré quelques belles apparitions dans des pièces de théâtre de son école, elle décide de poursuivre ses études de sciences économiques à l'université de Washington où elle devient membre de la sororité des Delta Gamma. Diplômée, Julia Sweeney déménage à Los Angeles où elle effectue plusieurs boulots en devenant par exemple comptable pour Columbia Pictures et United Artists. Ce n'est qu'après qu'elle se décide à sa lancer dans le spectacle. Elle se marie à Steven Hibbert en 1989 et divorce en 1994. Elle se remarie en 2008 au scientifique Michael Blum et part vivre près de Chicago avec ce dernier.

### Carrière
En 1988, alors qu'elle est toujours comptable, elle rejoint la troupe d'impro The Groundlings. C'est là qu'elle développe les talents qu'elle utilise plus tard dans sa carrière d'actrice. Elle apparaît pour la première fois au cinéma dans le film It's Pat où elle interprète un prêtre.

#### Saturday Night Live
En 1989, elle est remarquée lors d'un spectacle par le producteur Lorne Michaels de l'émission de télévision Saturday Night Live. Ce dernier lui propose d'apparaître dans son émission qu'elle rejoint l'année suivante et ce durant quatre saisons jusque 1994. En 1992, elle travaille avec le groupe de rock Ugly Kid Joe en apparaissant dans le clip vidéo de la chanson Neighbor et en participant à l'introduction des chansons Goddamn Devil et Everything About You. Cette dernière chanson fait partie des chansons du film de Lorne Michaels dénommé Wayne's World. En 1993, elle réalise une imitation de Chelsea Clinton qui lui cause les foudres d'Hillary Clinton. Cette dernière trouve l'imitation blessante et écrit une lettre de protestation aux dirigeants de l'émission. En 1994, elle obtient également un second rôle en interprétant Raquel dans le film Pulp Fiction.

#### Spectacle
Après son départ de Saturday Night Live, les médecins diagnostiquent que Julia Sweeney a un cancer ce qui met un arrêt provisoire à sa carrière. À la suite de l'épreuve, elle réalise plusieurs spectacles dans différents clubs de Los Angeles où elle parle sur un ton comique de son expérience. Elle développe autour de cela un spectacle en solo intitulé God Said Ha! qui débute en 1995. Le spectacle rencontre un vif succès et la comédienne interprète ce dernier au théâtre de Broadway. En 1996, elle remporte le prix du public (Audience Award)  au New York Comedy Festival. Un enregistrement audio du spectacle est même nommé aux Grammy Awards pour le meilleur album de comédie. En 1998, Miramax sort une version cinéma produite par Quentin Tarantino.  Le film remporte le prix Golden Space Needle au festival du film de Seattle.
Son second spectacle, intitulé In the Family Way et sorti en 2003, relate son adoption d'une petite chinoise.  Son troisième spectacle, intitulé Letting Go of God, parle de son cheminement philosophique pour en arriver à la conclusion que l'univers n'a pas besoin d'un dieu pour pouvoir fonctionner. Cette prise de position pour l'athéisme la met en avant face à certains groupes puritains. Richard Dawkins parle plusieurs fois de Letting Go of God dans son ouvrage Pour en finir avec Dieu.

### Autres rôles
Sweeney apparaît également dans plusieurs films dont Pulp Fiction, Top chronos, Dangereuse Séduction et Stuart Little. Elle participe également à plusieurs épisodes des séries télévisées George & Leo et C'est pas ma faute ! et apparaît aussi dans Troisième planète après le Soleil, Hope & Gloria, Dingue de toi et According to Jim. En 2004, elle apparaît dans deux épisodes de la série Frasier et dans un épisode de Sex and the City.